# Singhiella serdangensis
Singhiella serdangensis és una espècie d'hemípter del gènere Singhiella, de la família dels Aleiròdids.
Va ser descrita científicament per primera vegada per Corbett el 1935.